# Cardepia hartigi
Cardepia hartigi is een vlinder uit de familie uilen (Noctuidae). De wetenschappelijke naam van de soort is voor het eerst geldig gepubliceerd in 1981 door Parenzan.
De soort komt voor in Europa.